# Bernt Staf
Bernt Lennart Staf, född 14 oktober 1945 i Enskede församling i Stockholm, död 28 juli 2002 i Brandbergen i Haninge, var en svensk vissångare. Hans mest kända låtar är "Familjelycka", som ledde till hans stora genombrott, och "Anita Transisto", båda från tidigt 1970-tal.

## Biografi[1]
Staf växte upp i Stockholm och tog realexamen vid Gubbängens gymnasium 1961. Efter skolan arbetade han som sjöman innan han började som apoteksbiträde. Staf anställdes sedan vid Farmaceutiska institutet där han parallellt med arbetet utbildade sig till kemiingenjör. Efter militärtjänst i Flottan ombord på jagaren Uppland försörjde han sig från 1966 bland annat som ungdomsledare och gatuartist. Här upptäcktes han av Fred Åkerström och Jojje Wadenius som tipsade producenten Anders Burman på Metronome.
På 1970-talet blev Staf uppmärksammad för sina politiska åsikter. Staf hade i grunden en socialistisk/kommunistisk samhällssyn men hade också stor sympati för Centerpartiets arbete för levande landsbygd och bättre livsmiljö. Staf kallade sig centerkommunist och blev medlem i Centerpartiet. I mitten av 1970-talet motionerade han till Centerpartiets stämmor om att Centerpartiet borde inleda ett organiserat samarbete med Vänsterpartiet Kommunisterna. På 1980-talet övergick Staf till det nybildade Miljöpartiet. Bernt Staf är begravd på Skogskyrkogården i Stockholm.

## Diskografi
- När Dimman Lättar (1970)
- Bernt Staf Live (1972)
- Vingslag (1972)
- Valhall (1973)
- Vi kan leva utan kärnkraft (tillsammans med andra artister) (1975)
- Vår Om Du Vill (1976) (Nyutgiven som CD på Ytf(r) 2003)
- Hycklarnas Paradis (1981)
- Hammenhög Airport (1983)
- Bernt Stafs bästa (1994)
- Klockor (1996)
- Guldkorn (Familjelycka och andra guldkorn 1970–72) (samlings-CD utgiven 2000, bestående av båda albumen När dimman lättar och Vingslag på en och samma CD)